# Hans G. Nutzinger

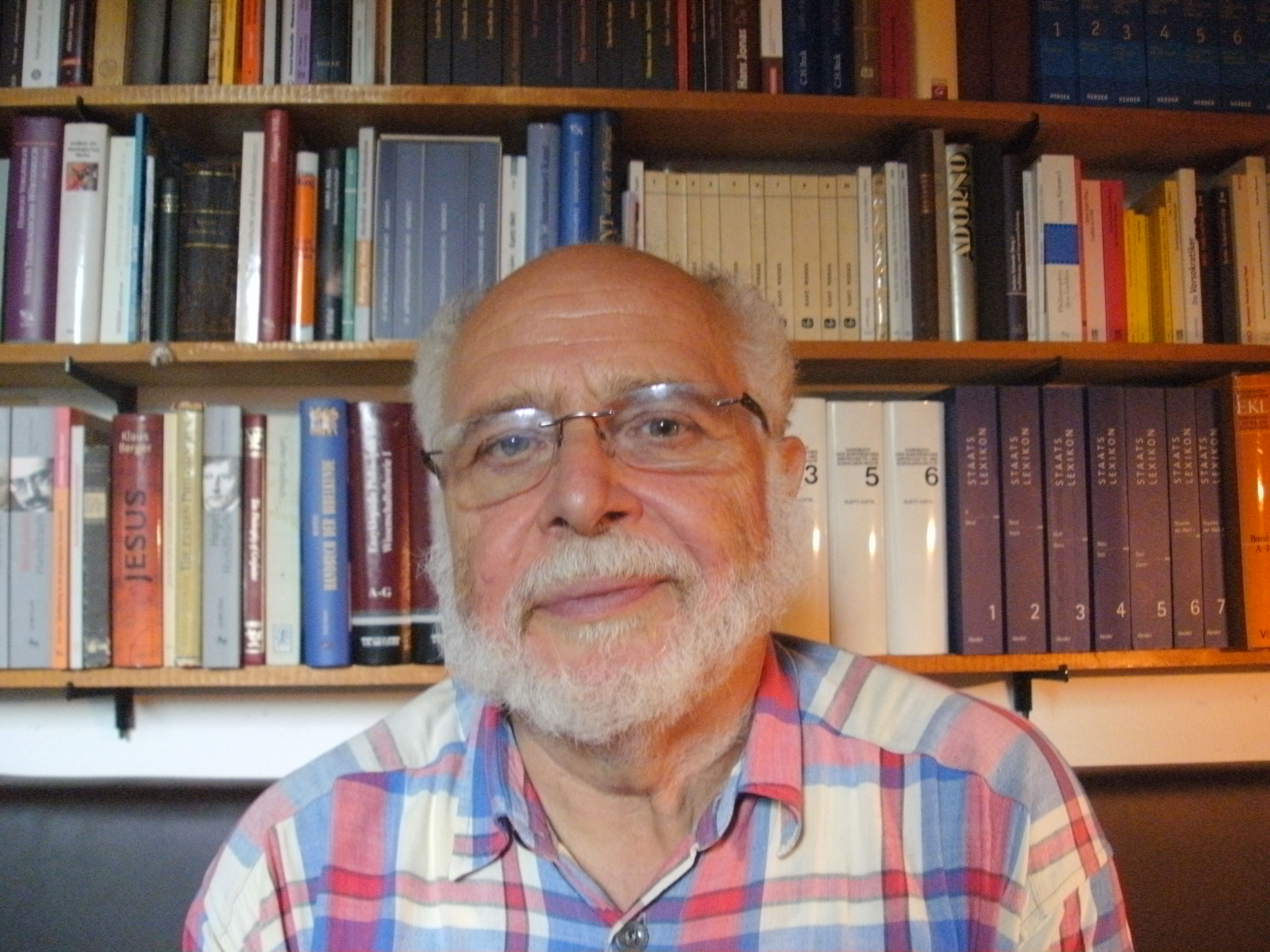
Hans G. Nutzinger, 2012

Hans Gottfried Nutzinger (* 25. Mai 1945 in Hauingen) ist ein deutscher Wirtschaftswissenschaftler und Hochschullehrer.

## Laufbahn
Hans G. Nutzinger, Sohn von Luise Nutzinger, geborene Keller, und Richard Nutzinger (Sohn von Richard Nutzinger sen.), erhielt sein Abitur 1964 in Lörrach. Er studierte ab 1964 Volkswirtschaftslehre, Mathematik und Wirtschaftsgeschichte an der Universität Heidelberg. Dort erwarb er im Frühjahr 1968 den Grad Diplom-Volkswirt, wurde 1973 zum Dr. rer. pol. promoviert und habilitierte sich 1976 für Volkswirtschaftslehre. Von 1968 bis 1973 arbeitete er als wissenschaftlicher Mitarbeiter am Alfred-Weber-Institut Heidelberg und 1973 bis 1974 an der Wirtschafts- und Sozialwissenschaftlichen Fakultät der Universität Dortmund. Von 1974 bis 1976 war er Stipendiat der Deutschen Forschungsgemeinschaft.
Nach Lehrstuhlvertretungen in Bielefeld und Heidelberg wurde er im Herbst 1978 zum Professor für Theorie öffentlicher und privatwirtschaftlicher Unternehmen an der Universität Kassel (damals Gesamthochschule Kassel) berufen. Er war Gastprofessor an den Universitäten Wien und Hamburg sowie Fellow am Wissenschaftskolleg zu Berlin 1992/93 und am Max-Weber-Kolleg der Universität Erfurt 2000 bis 2003. Von 1993 bis 1995 war er Vorsitzender des Ausschusses „Wirtschaftswissenschaften und Ethik“ des Vereins für Socialpolitik, von 1999 bis 2001 Vorsitzender des Ausschusses „Wirtschaftssysteme und Institutionenökonomik“.
Seit 1979 (bis 2007 und wieder seit 2016) ist er korrespondierendes Mitglied der Forschungsstätte der Evangelischen Studiengemeinschaft Heidelberg (FEST), von 2007 bis 2016 war er Mitglied des Kuratoriums der FEST. Zusammen mit Anja Stöbener erhielt er 2006 vom Forschungsinstitut für Philosophie Hannover den 1. Preis für das gemeinsame Essay über die Frage „Braucht Werterziehung Religion?“. Von 1983 bis 2009 war er auch freier Mitarbeiter der Evangelischen Akademie Hofgeismar in den Bereichen Wirtschaft und Ethik. Nutzinger ist Mitherausgeber der zehnbändigen Alfred-Weber-Gesamtausgabe (AWG), die von 1997 bis 2003 erschienen ist, sowie Herausgeber bzw. Mitherausgeber der von 2003 bis 2008 publizierten vierbändigen Lujo-Brentano-Werkauswahl. Zusammen mit Michael S. Aßländer und Dieter Birnbacher hat er eine fünfbändige Ausgabe der ökonomischen Schriften von John Stuart Mill in deutscher Sprache herausgegeben, die in den Jahren 2014–2016 erschienen ist. Er wurde zum 30. September 2010 emeritiert.
Mit seiner Frau Christel Nutzinger, geborene Bretzer, ist er seit 1970 verheiratet, hat er zwei Kinder (Verena und Heidi) und lebt in der Nähe von Heidelberg. Er ist Sohn des Hauinger Pfarrers und Heimatschriftstellers Richard Nutzinger, der u. a. das „Hauger (Hauinger) Lied“ verfasste; Hans G. Nutzinger hat dazu die Melodie komponiert.
Die Forschungsschwerpunkte von Nutzinger sind Wirtschaft und Ethik, Ökologische Ökonomie/Umweltökonomie, Arbeitsbeziehungen/Partizipation, Grundfragen der Wirtschaftspolitik und Geschichte des ökonomischen Denkens. Er hat auf diesen Gebieten zahlreiche Bücher, Sammelbände und Aufsätze publiziert. Nutzinger ist Mitherausgeber bzw. Beiratsmitglied mehrerer wirtschafts- und sozialwissenschaftlicher Jahrbücher.

## Veröffentlichungen (Auswahl)
I. Bücher
- Die Stellung des Betriebes in der sozialistischen Wirtschaft. 1974.
- mit Elmar Wolfstetter: Die Marxsche Theorie und ihre Kritik. Eine Textsammlung zur Kritik der politischen Ökonomie. 2 Bände. Herder & Herder, Frankfurt am Main 1974, ISBN 3-585-32054-6 und ISBN 3-585-32057-0. Neuauflage in einem Band: Metropolis, Marburg 2008, ISBN 978-3-89518-698-1.
- Mitbestimmung und Arbeiterselbstverwaltung. 1982.
- mit Hans Christoph Binswanger u. a.: Arbeit ohne Umweltzerstörung. Strategien einer neuen Wirtschaftspolitik. S. Fischer, Frankfurt am Main 1983, ISBN 3-10-006403-8; revidierte Auflage: 1988, ISBN 3-596-24189-8.
- mit Heinrich Beyer: Erwerbsarbeit und Dienstgemeinschaft. Arbeitsbeziehungen in kirchlichen Einrichtungen – Eine empirische Untersuchung. SWI-Verlag, Bochum 1991, ISBN 3-925895-32-9 (Online-Version).
- mit Heinrich Beyer und Ulrich Fehr: Unternehmenskultur und innerbetriebliche Kooperation. Anforderungen und praktische Erfahrungen. Gabler, Wiesbaden 1995, ISBN 3-409-13247-3.
- mit Ulrich Steger und anderen: Nachhaltige Entwicklung und Innovation im Energiebereich (= Wissenschaftsethik und Technikfolgenbeurteilung. Band 18). Springer, Berlin/Heidelberg 2002, ISBN 3-540-44295-2. Englische Fassung: Sustainable Development and Innovation in the Energy Sector. ebenda 2004, ISBN 3-540-23103-X.
- mit Gerhard de Haan und anderen: Nachhaltigkeit und Gerechtigkeit. Grundlagen und schulpraktische Perspektiven (= Ethics of Science and Technology Assessment. Band 33). Springer, Berlin/Heidelberg 2008, ISBN 978-3-540-85491-3.

II.	Beiträge in Fachzeitschriften und Sammelwerken
- Investment and Financing in a Labor-Managed Firm and Its Social Implications. In: Economic Analysis and Workers' Management. 9, 1975, S. 181–201 (Online-Version).
- The Firm as a Social Institution: The Failure of the Contractarian Viewpoint. In: Economic Analysis and Workers’ Management. 10, 1976, S. 217–237. Online-Version: http://nbn-resolving.de/urn:nbn:de:hebis:34-2009120931368.
- Investitionslenkung als Mittel der Wirtschaftspolitik? Zur Problematik einer systemverändernden Konzeption. In: Jahrbuch für Sozialwissenschaft. Band 29, 1978, S. 275–287. Online-Version: http://nbn-resolving.de/urn:nbn:de:hebis:34-2009083129750.
- Der Begriff Verantwortung in ökonomischer und sozialethischer Sicht. In: Karl Homann (Hrsg.): Aktuelle Probleme der Wirtschaftsethik (= Schriften des Vereins für Socialpolitik. Neue Folge, Band 211). Duncker & Humblot, Berlin 1992, S. 43–67. Online-Version: http://nbn-resolving.de/urn:nbn:de:hebis:34-2009121831539.
- Economic Instruments for Environmental Protection in Agriculture: Some Basic Problems of Implementation. In: J. B. Opschoor, R. K. Turner (Hrsg.): Economic Incentives and Environmental Policies: Principles and Practice. Kluwer Academic Publishers, Dordrecht/Boston/London 1994, S. 175–193. Online-Version: http://nbn-resolving.de/urn:nbn:de:hebis:34-2009113031219.
- Von der Durchflußwirtschaft zur Nachhaltigkeit – Zur Nutzung endlicher Ressourcen in der Zeit. In: Bernd Biervert, Martin Held (Hrsg.): Zeit in der Ökonomik. Perspektiven für die Theoriebildung. Campus,  Frankfurt am Main / New York 1995, S. 207–235.
- Zwischen Nationalökonomie und Universalgeschichte. Alfred Webers Versuch einer Integration der Sozialwissenschaften. In: Heinz Rieter (Hrsg.): Studien zur Entwicklung der ökonomischen Theorie XV (= Schriften des Vereins für Socialpolitik. Neue Folge, Band 115/XV). Duncker & Humblot, Berlin 1996, S. 67–100.
- The Conflict of Science and Religion: Religious Metaphysics and the Scientific World View as Alternatives. Comment [on Hans Albert]. In: Journal of Institutional and Theoretical Economics. Band 153, 1997, S. 226–229.
- Die Überlebensfähigkeit von Produktivgenossenschaften und selbstverwalteten Betrieben. In: Zeitschrift für öffentliche und gemeinwirtschaftliche Unternehmen. Beiheft 10, 1988, S. 35–58. Online-Version: http://nbn-resolving.de/urn:nbn:de:hebis:34-2009081229394.
- mit Martin Held: Nonstop Acceleration. The economic logic of development towards the nonstop society. In: Time & Society. Band 7, Nr. 2, 1998, S. 209–221.
- mit Thomas Eger: Arbeitsmarkt zwischen Abwanderung und Widerspruch. Institutionelle Arbeitsmarktvarianten und Arbeitslosigkeit. In: Ökonomie und Gesellschaft, 15: Unternehmungsverhalten und Arbeitslosigkeit. Campus, Frankfurt am Main / New York 1999, S. 135–179.
- mit Thomas Eger: Traditionelle Ordnungstheorie, Neue Institutionenökonomik und Evolutorische Ökonomik im Vergleich. In: Dieter Cassel (Hrsg.): Perspektiven der Systemforschung (= Schriften des Vereins für Socialpolitik. Neue Folge, Babd 268). Duncker & Humblot, Berlin 1999, S. 11–44.
- Was bleibt von Marx’ ökonomischer Theorie? In: Fritz Helmedag, Norbert Reuter (Hrsg.): Der Wohlstand der Personen. Festschrift zum 60. Geburtstag von Karl Georg Zinn. Metropolis, Marburg 1999, S. 69–99.
- mit Achim Lerch: Nachhaltigkeit in wirtschaftsethischer Perspektive. In: Volker Arnold (Hrsg.): Wirtschaftsethische Perspektiven VI: Korruption, Strafe und Vertrauen, Verteilungs- und Steuergerechtigkeit, Umweltethik, Ordnungsfragen (= Schriften des Vereins für Socialpolitik. Neue Folge, Band 228/VI). Duncker & Humblot, Berlin 2002, S. 247–265.
- mit Achim Lerch: atur zwischen Marktbezug und Marktentzug: Vom Sinn und Unsinn monetärer Naturbewertung. In: Ökonomie und Gesellschaft. Jahrbuch 18: „Alles käuflich“. Metropolis, Marburg 2002, S. 137–155.
- Note on B. Holmstrom/P. Milgrom: Aggregation and Linearity in the Provision of Intertemporal Incentives. 2002. Online Version:http://kobra.bibliothek.uni-kassel.de/handle/urn:nbn:de:hebis:34-2011020335604.
- mit Achim Lerch: Sustainability: Economic Approaches and Ethical Implications. In: Journal of Economic and Social Policy. Band 6, Heft 2, Winter 2002, S. 16–36.
- mit Martin Held: Institutions interact with economic actors: plea for a general institutional economics. In: International Journal of Social Economics. Band 30, 2003, S. 236–254.
- mit Martin Held: Perspektiven einer Allgemeinen Institutionenökonomik. In: Michael Schmidt, Andrea Maurer (Hrsg.): Ökonomischer und soziologischer Institutionalismus. Interdisziplinäre Beiträge und Perspektiven der Institutionentheorie und -analyse. Metropolis, Marburg 2003, S. 117–137.
- mit Achim Lerch: Effizienz und Gerechtigkeit in der Ökologischen Ökonomie. In: Ralf Döring, Michael Rühs (Hrsg.): Ökonomische Rationalität und praktische Vernunft. Gerechtigkeit, Ökologische Ökonomie und Naturschutz. Eine Festschrift anlässlich des 60. Geburtstags von Prof. Dr. Ulrich Hampicke. Königshausen & Neumann, Würzburg 2004, S. 37–69.
- Ökonomik und Gerechtigkeit: Grundsätzliche Überlegungen und der Anwendungsfall Klimapolitik. In: Thomas Beschorner, Bettina Hollstein, Matthias König, Mi-Yong Lee-Peuker, Olaf J. Schumann (Hrsg.): Wirtschafts- und Unternehmensethik. Rückblick – Ausblick – Perspektiven (= sfwu. Band 10). Hampp-Verlag, München 2005, S. 383–423.
- Die Wirtschaft in der Bibel. In: Udo Ebert (Hrsg.): Wirtschaftsethische Perspektiven VIII   (= Schriften des Vereins für Socialpolitik. Neue Folge, Band 228/VIII). Duncker & Humblot, Berlin 2006, S. 67–88.
- mit Sven Rudolph: Gesellschaftliche Ordner als Mittler zwischen politikwissenschaftlicher und ökonomischer Politiktheorie – Eine exemplarische Anwendung auf die umweltpolitische Instrumentenwahl. In: Wolfgang Brandes, Thomas Eger, Manfred Kraft (Hrsg.): Wirtschaftswissenschaften zwischen Markt, Norm und Moral. Festschrift für Peter Weise. Kassel U.P., Kassel 2006, S. 133–160. Online-Version: http://nbn-resolving.de/urn:nbn:de:hebis:34-2010101534717 Englische Fassung: Mediating Between Political and Economic Science by Societal Order Parameters – The Case of Environmental Policy Instrument Choice. In: Amadeu Paiva (Hrsg.): Sob o Signo de Hórus [Unter dem Zeichen des Horus-Falken]. Homenagem a [Festschrift für] Eduardo de Sousa Ferreira. Edições Colibri, Lissabon 2007, S. 171–197.
- mit Thomas Beschorner: Umrisse einer kulturwissenschaftlichen Wirtschafts- und Unternehmensethik. In: Thomas Beschorner, Patrick Umbach, Reinhard Pfriem, Günter Ulrich (Hrsg.): Unternehmensverantwortung aus kulturalistischer Sicht. Metropolis, Marburg 2007, S. 223–246.
- Effizienz und Gerechtigkeit als wirtschaftspolitische Leitideen. In: K. Graf Ballestrem, V. Gerhardt, H. Ottmann, M. P. Zehrpfennig (Hrsg.): Politisches Denken. Jahrbuch 2006/2007. Duncker & Humblot, Berlin 2007, S. 157–176.
- mit Christian Hecker: Gerechtigkeit in der Ökonomie: Widerspruch oder sinnvolle Integration? In: Leviathan. Berliner Zeitschrift für Sozialwissenschaft. Band 4, 2008, S. 543–575. Englische Fassung: Economy and Justice: A Conflict without Resolution? In: management revue. Band 21, 2010, S. 8–37.
- mit Eduard Bernstein: Die Arbeiterbewegung [1910/2008]  (= Die Gesellschaft. Neue Folge, Band 2, hrsg. von Hans Diefenbacher). Metropolis, Marburg 2008, ISBN 978-3-89518-651-6, S. 215–311.
- Institutionen verstehen. Zur Integration von ökonomischer und soziologischer Betrachtungsweise. In: Mateusz Stachura und andere (Hrsg.): Der Sinn der Institutionen. Mehr-Ebenen- und Mehr-Seiten-Analyse. VS Verlag für Sozialwissenschaften, Wiesbaden 2009, S. 125–154.
- Hans Christoph Binswangers ökonomisches Werk. In: Roland Kley (Hrsg.): Der Ökonom Hans Christoph Binswanger. VGS Verlagsgenossenschaft, St. Gallen 2010, S. 122–143. Online-Version: http://nbn-resolving.de/urn:nbn:de:hebis:34-2011021635850.
- mit Michael Aßländer: Der systematische Ort der Moral ist die Ethik! Einige kritische Anmerkungen zur ökonomischen Ethik Karl Homanns. In: Zeitschrift für Wirtschafts- und Unternehmensethik. 11, 2010, S. 226–248.
- Die Gerechtigkeit Gottes und die Wirtschaftsethik (nebst Erwiderung von Hans Albert und Replik von Nutzinger). In: Zeitschrift für Wirtschafts- und Unternehmensethik. Band 16, 2015, S. 431–439.
- Max Weber and 'Practical Political Economy'. In: Journal of Contextual Economics. Band 140, 2020, S. 223–228.
- Max Weber, die Institutionenökonomik und der ‚Wirtschaftsnobelpreis‘. In: Leviathan. Berliner Zeitschrift für Sozialwissenschaft. 49. Jahrgang, Heft 3, 2021, S. 449–459.

III. Herausgabe von Sammelbänden
- mit Hans Diefenbacher: John Stuart Mill heute (= Die Wirtschaft der Gesellschaft. Band 5). Metropolis, Marburg 2018, ISBN 978-3-7316-1346-6.